# Вісла (місто)
Вісла (пол. Wisła) — місто в південній Польщі, біля витоків річки Вісла.
Належить до Цешинського повіту Сілезького воєводства, популярний гірськолижний курорт (гірський масив Сілезькі Бескиди), польський центр лютеранства.
Станом на 31 грудня 2010 року в місті налічувалося 11 233 жителів. Статус міста отримав у 1962 році. У місті розташовані Палац Габсбургів (1897—1898 побудував його Фрідріх Австрійський, герцог Тешенском), Президентський палац (1928—1931 побудований для І. Мосцицького — архітектурний модернізм), дерев'яні вілли з початку XX століття, трампліни.
На території міста знаходяться витоки Чорної Віселки та Білої Віселки, які при злитті утворюють Віслу.

## Демографія
Демографічна структура станом на 31 березня 2011 року:
|          | Загалом | Допрацездатний вік | Працездатний вік | Постпрацездатний вік |
| -------- | ------- | ------------------ | ---------------- | -------------------- |
| Чоловіки | 5486    | 1054               | 3691             | 741                  |
| Жінки    | 5849    | 1013               | 3445             | 1391                 |
| Разом    | 11335   | 2067               | 7136             | 2132                 |

## Галерея

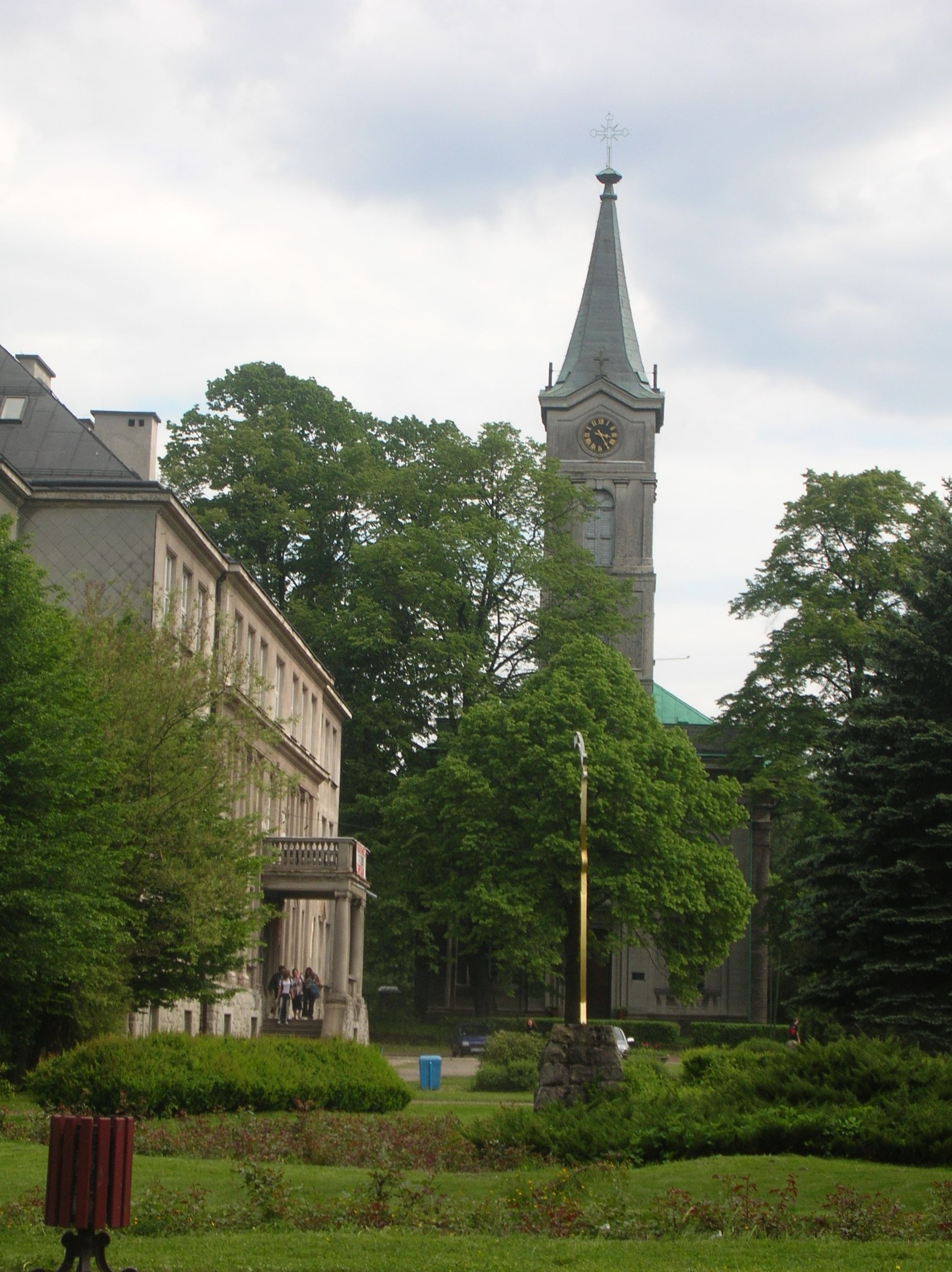
Лютеранська церква з 1838 року.
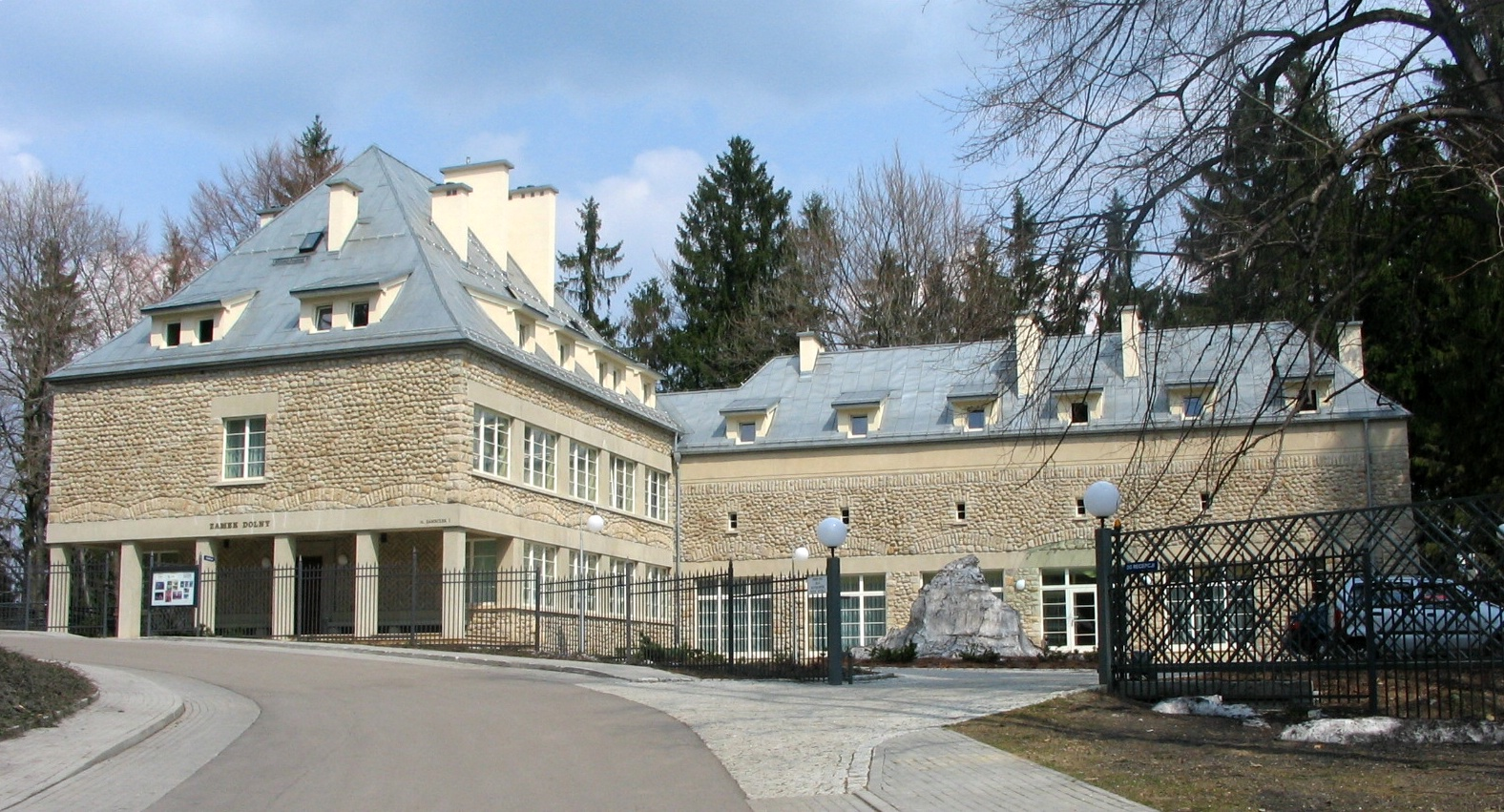
Президентський палац.
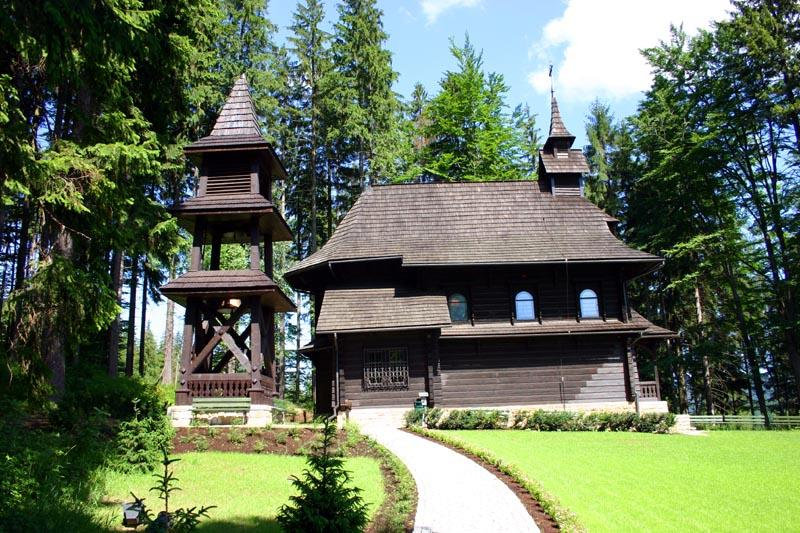
Дерев'яна каплиця президента Польщі.
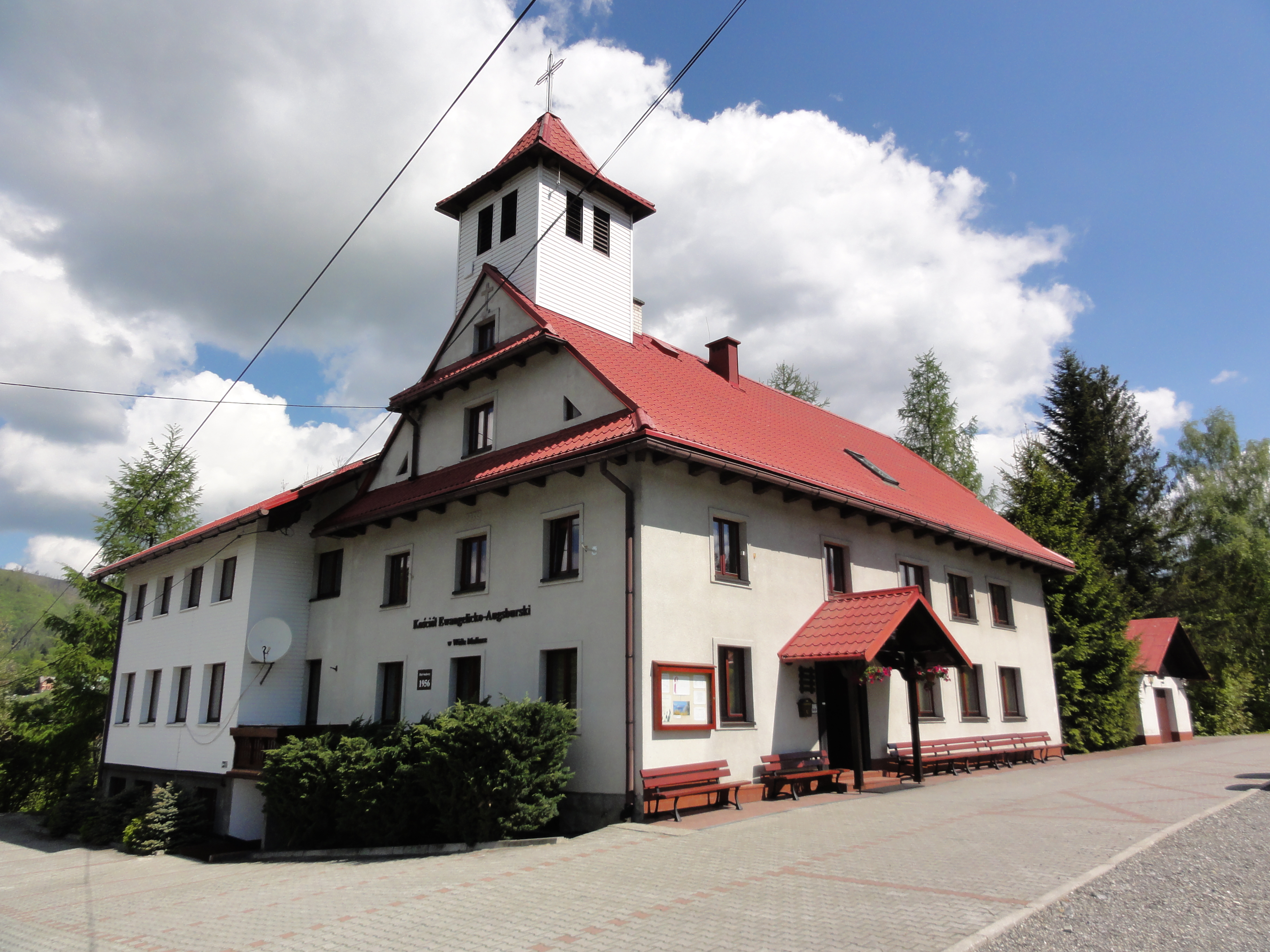
Лютеранська церква в районі Малинка.

## Знамениті мешканці
- Адам Малиш — стрибун з трампліну, чотирьохразовий чемпіон світу
- Єжи Пільх — польський письменник, публіцист, драматург і кіносценарист.
- Анджей Трепка — письменник
- Станіслав Хадіна — композитор, диригент, письменник. Почесний громадянин м. Вісла.